# Верхний Саянтуй
Ве́рхний Саянту́й (бур. Дээдэ Саянта) — село в Тарбагатайском районе Бурятии. Входит в сельское поселение «Саянтуйское».

## География
Расположено в верхнем течении речки Саянтуй (левый приток Селенги) в 14 км к югу от центра сельского поселения, села Нижний Саянтуй, и в 40 км (через Вознесеновку) от районного центра — села Тарбагатай.

## История
До Октябрьской революции 1917 года земли по реке Саянтуй принадлежали казакам Заудинской станицы. С 1924 года здесь были построены заимки семейских крестьян из села Надеино, расположенного в 15 км к юго-востоку по другую сторону хребта. В 1936 году Верхний Саянтуй официально получил статус населённого пункта.

## Население
| 2002 | 2010 |
| ---- | ---- |
| 320  | ↘308 |

## Инфраструктура
Начальная общеобразовательная школа, Верхнесаянтуйская санаторная школа-интернат, территориально-общественное самоуправление (ТОС) "Возрождение".